# Pranjci
Pranjci (Servisch cyrillisch Прањци) is een plaats in de Servische gemeente Prijepolje. De plaats telt 360 inwoners (2002).